# Sfera di Hoberman

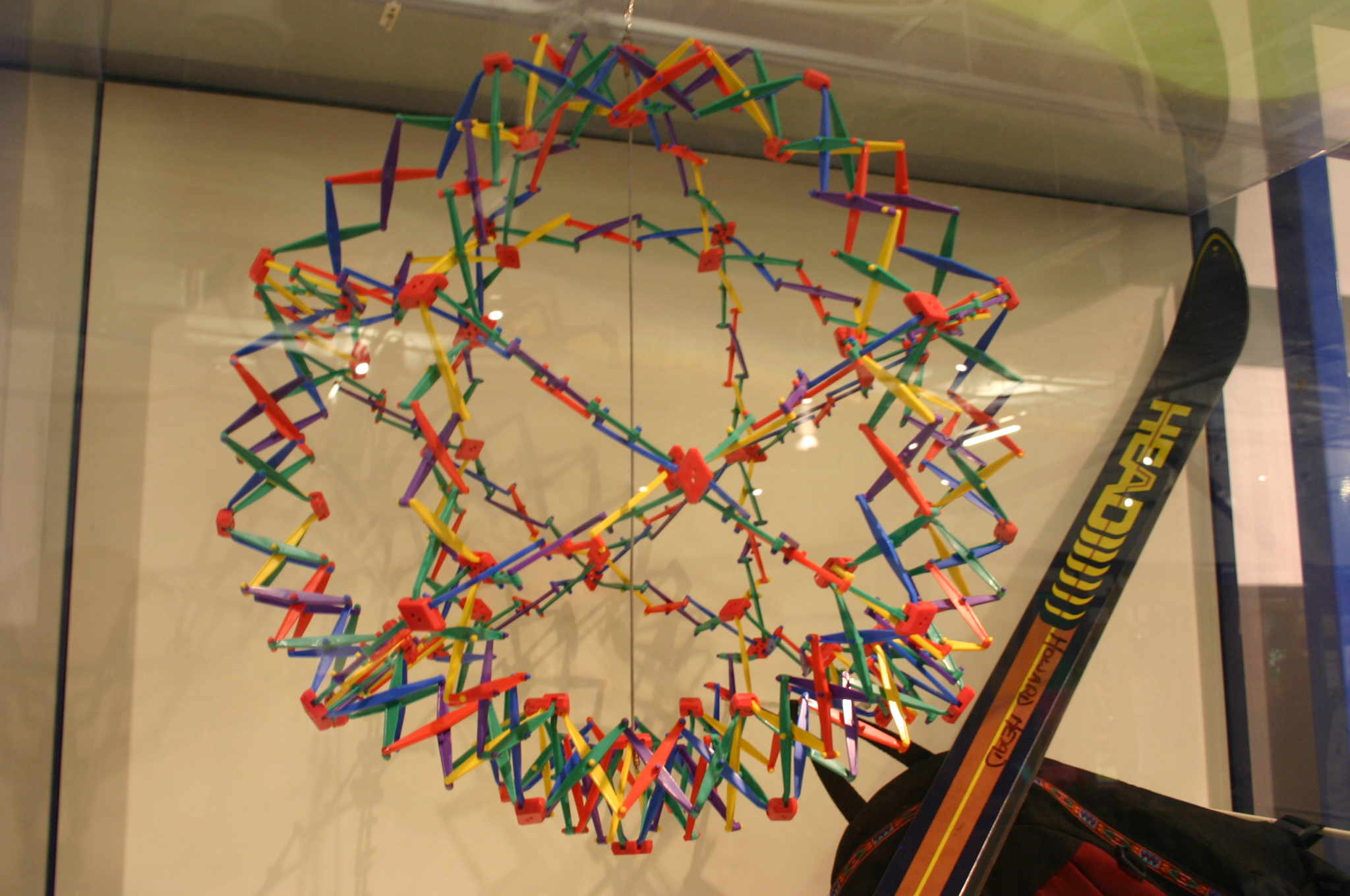
Giocattolo basato sulla sfera di Hoberman

Una sfera di Hoberman è una struttura isocinetica brevettata nel 1990 da Chuck Hoberman che assomiglia a una cupola geodetica, ma è in grado di rimpicciolirsi fino ad una frazione delle sue dimensioni normali grazie all'azione delle sue articolazioni snodabili. 
Le versioni in plastica colorata sono diventate popolari come giocattoli per bambini.

## Descrizione
Alla base del suo funzionamento è il cosiddetto meccanismo Hoberman: un meccanismo dispiegabile che consente l'attivazione circonferenziale per generare movimento radiale che ha trovato applicazione nella creazione di varie strutture ripiegabili nello spazio. Il meccanismo ha un grado di libertà, ma può essere composto per ottenere ulteriori gradi di libertà. 

Animazione che mostra il meccanismo di Hoberman in 2 dimensioni

Una sfera di Hoberman nella versione ludica è tipicamente composta da sei cerchi massimi corrispondenti ai bordi di un icosidodecaedro. Ciascuno di questi cerchi massimi è composto da stanghe collegate tra di sé con giunture snodabili a X come quelle usate per i pantografi o per le sedie pieghevoli. 
Pur mantenendo il principio di funzionamento il solido descritto dalle geodetiche snodabili può variare. un esempio è il modello i cui spigoli definiscono un Icositetraedro trapezoidale, così come anche descritto sulla scatola del prodotto; è distribuito dalla ditta Hoberman stessa con il nome commerciale di ''Orbiter''.

## Esempi

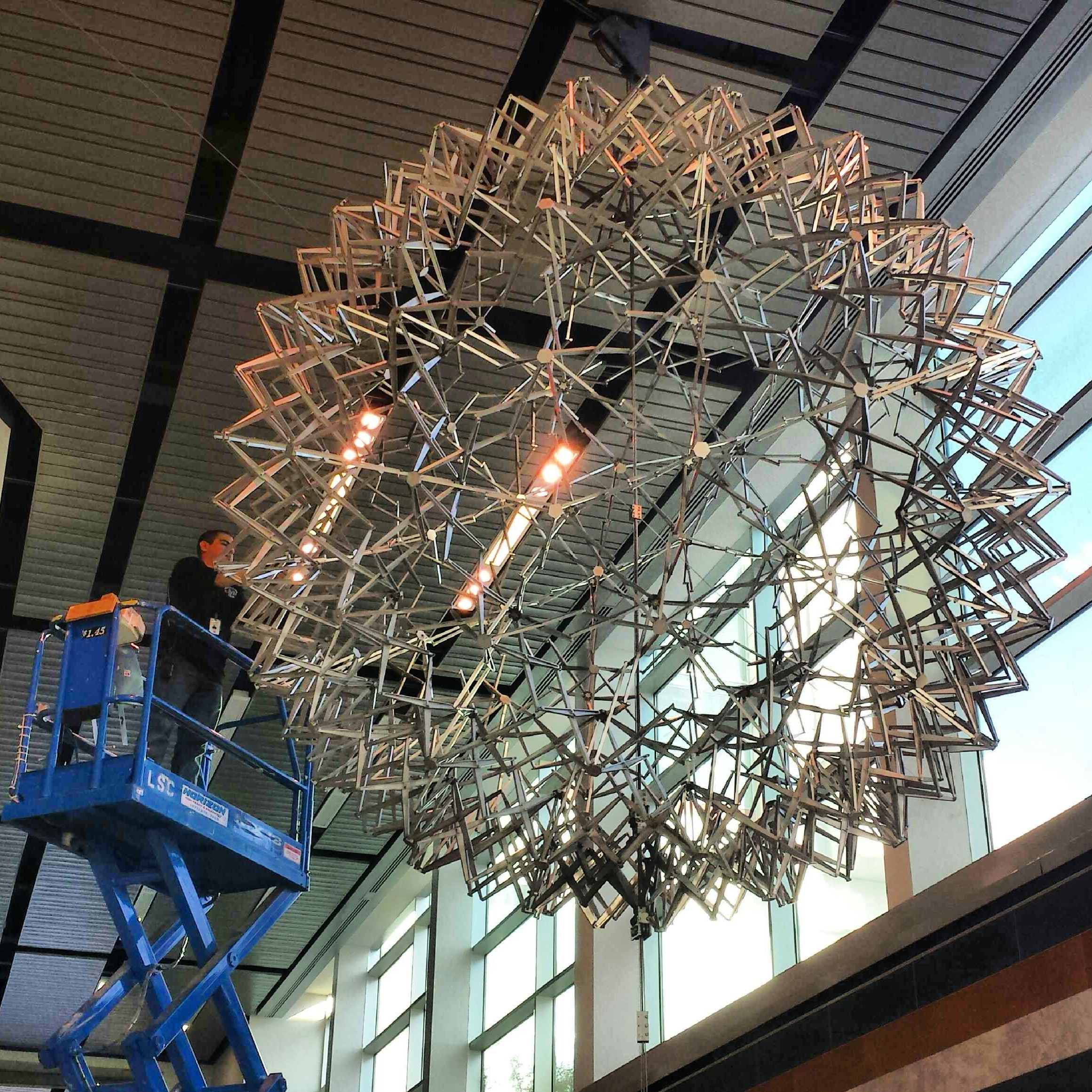
La sfera a Jersey City

La più grande sfera esistente di Hoberman si trova nel AHHAA Science Center di Tartu in Estonia. Completamente espansa ha un diametro di 5,9 metri, è motorizzata e pesa 3,4 quintali, è costruita in alluminio aeronautico e oscilla continuamente tra i suoi stati compatti ed espansi. La sfera è sospesa sopra la Corte della Scienza del Centro ed è attivata con un sistema di controllo del movimento basato su computer. Questo sistema apre e chiude la sfera in una serie programmata di movimenti lirici coreografati su musica, illuminazione ed effetti speciali.
Una sfera Hoberman precedente, simile ma leggermente più piccola si trova nell'atrio del Liberty Science Center a Jersey City nel New Jersey. La sfera pesa 3,2 quintali e, quando completamente espansa, misura 5,5 metri di diametro.
Nel 1993 una seconda sfera geodetica fu installata presso il Swiss Science Center Technorama a Winterthur, Svizzera.
Una con la forma espansa di un icosaedro troncato è installata presso nel 2011 CeBit Trade Fair di Hannover su commissione della Deutsche Telekom.